# Charakterizace postavy
Literární postava v textu vytváří povahové rysy, kterým je charakteristická, ty jsou roztroušeny po celém narativu. Tyto povahové rysy čtenáři o postavě sdělují zásadní informace. Mohou se v textu objevit jen jednou (popis zevnějšku postavy), nebo se opakují (jméno postavy). Základními prvky, které jsou nejčastěji spojeny s charakterizací postavy, jsou přímá definice a nepřímá prezentace.

## Přímá definice
Přímá definice slouží autorovi k přímému pojmenování vlastností postavy. Pojmenovává rys adjektivem, abstraktním či jiným typem podstatného jména nebo částí řeči. Vztahuje se k tomu, co je o postavě explicitně řečeno. Čtenář má k dispozici určité charakteristické rysy postavy a nemusí si nic domýšlet, proto je také v dílech méně častá. Čtenář tolik nezapojuje svou vlastní fantazii a je mu vše hned řečeno. Je tu značná statičnosti v ději, kdy je postava charakterizována hned. 

## Nepřímá definice
Nepřímá definice rys přímo nepojmenovává, ale různými způsoby ho představuje. Moderní próza tuto charakteristiku často užívá především díky její náznakovosti a neurčitosti. Je tu kladen důraz na čtenáře a jeho fantazii. Nepřímá definice charakter postavy představuje pomocí implicitních významů.

### Vzhled
Vzhled je důležitým charakterizačním prostředkem literárních postav především proto, že přímo vyděluje postavu vůči ostatním entitám jejího okolí, a tím pomáhá její identifikaci napříč vyprávěním. V textu můžeme pozorovat vnější i vnitřní charakteristiku postavy. Vnější charakteristika je soustředěna na začátek textu, kdy je postava představena. Koresponduje s charakterem, profesí, či společenským zařazením postavy. Oproti tomu se vnitřní charakteristika vyskytuje v celém textu průběžně. Rimmon Kenanová rozlišuje vzhled postavy podle toho, zda ho postavy mohou ovlivnit, či ne. Výšku, barvu očí ani délku nosu postava sama ovlivnit nemůže, naopak na ní částečně závisí volba účesu nebo oblečení. Vzhled patří k důležitému rysu postavy a díky tomu se dá odvodit chování postavy. 

### Jednání
Důležitým zdrojem získávání implicitních významů je právě jednání literárních postav. To umožňuje sledovat vlastnosti, pocity, názory postav nebo vztah postavy k okolí. Jednorázové činy evokují dynamický aspekt postavy, který často hraje roli v krizovém bodu narativu. Obvyklá činnost odhaluje spíše neměnný, statický aspekt postavy, často s komickým či ironickým efektem (staré návyky). Rimmon Kenanová dělí jednorázové i obvyklé činy na akt uskutečněný (to, co postava provedla), akt neuskutečněný (to, co postava měla udělat, ale neudělala) a akt zamýšlený (neuskutečněný plán či záměr postavy). Čtenáři pak interpretují literární postavu na základě vlastních zkušeností a vědomostí. 

### Promluva
Postavy se do narativu začleňují především svou promluvou, tou se podílejí na utváření fikčního světa. Promluva může čtenářům poodhalit povahový rys postavy, který je spjat s obsahem i formou. Podle Rimmon Kenanové styl řeči postav udává nejen její společenské zařazení, ale naznačuje i některé individuální vlastnosti. Pokud postava užívá hodně vedlejších vět a opakovaně se upřesňuje ve vlastním tvrzení, pak to může evokovat pečlivý intelekt postavy.

### Vlastní jména
Vlastní jména odkazují k vlastnostem postavy, mají tedy referenční význam. Slouží jako jednoslovné kategorie, kterým čtenář v průběhu aktu čtení přiřazuje jednotlivé explicitně či implicitně interpretované atributy. Jméno je pro čtenáře vnímáno jako součást charakteristiky postav. Vnímáme ho jako individualizující a zároveň zlidšťující moment. Daniela Hodrová dělí akt pojmenování na dva způsoby. První způsob je takový, že akt pojmenování předchází textu. V druhém způsobu se akt pojmenování stává součástí textu. Můžeme si povšimnout, že u postav se vyskytují různé podoby jmen. Postavy mohou nést neúplná jména (jen křestní jména), nebo je možná bezejmennost postavy. Jestliže na jedné straně je bezejmennost spjata se ztrátou identity, na druhé straně může tento stav být pro postavu čímsi osvobozujícím. Ztráta jména se může stát východiskem k hledání pravé identity. Postavy bez vlastního jména jsou často pojmenovávány apelativy, která vyjadřují charakteristické znaky (zrzka), nebo jsou vlastní jména nahrazena přezdívkami postav (bručoun).